# Pausensetzung
Die Pausensetzung ist ein notwendiges Stilmittel in der Rhetorik hinsichtlich eines aussagekräftigen und fokussierten Transportes eines Sprechinhaltes.

## Sprechpause
Pausen bezeichnen Sprechintervalle variabler Dauer. Eine „pausenlose“ Präsentation von Sprechinhalten führt zu einer monotonen, hypnotisierenden Redeweise, die beim Empfänger einen Alpha-Zustand bewirkt. Aussagen werden nicht in ihrer Bedeutung wahrgenommen. Betonungen bzw. Abstufungen von Sprechinhalten können nicht gesetzt werden. Lebendig sprechen erfordert somit Pausensetzungen sowie den Wechsel von Tempo, Tonhöhe, Lautstärke, Klang, Sprechpausen, Betonungen, Artikulation. Sprechpausen bieten dem Publikum Gelegenheit zur Verarbeitung des Gesagten. Blickkontaktwechsel und intensive Mimik unterstützen die Zäsur der Pausensetzung. Es kann unterschieden werden zwischen:
Relevanzpausen
vor dem hervorzuhebenden Ausdruck –
Intervalle variabler Dauer ohne Sprachsignal, Anwendung als rhetorisch-stilistisches Mittel zur Hervorhebung und Kennzeichnung des bereits Gesagten und / oder darauf Folgenden; es besteht ein Zusammenspiel von Pause (vor dem hervorzuhebenden Ausdruck) und Gewichtungsakzent. Sprechinhalte unterschiedlicher Relevanzen werden durch Zäsuren vor Parenthesen mit einer die Parenthese abschließenden Segmentierungspause transportiert.
Verzögerungspausen
häufig zwischen Artikel und Rest einer Nominalphrase –
temporäre Komplikationen in Zusammenhang mit allmählich einsetzendem Sprechdenken, beliebiger Einsatz, nicht strategisch, spontan und unberechenbar; sie treten im Fall eines Erwartungshorizontes des Publikums wie u. U. auch des Sprechers nach weiterem Sprechinhalt auf bzw. zur Überbrückung der Pausen zwischen erneutem Denken/Reflexion und Sprechakt.
Segmentierungspausen
(prosodische Pausen) –
Intonationsbezogen, Melodieverlauf als Kennzeichnung der Äußerung, zwei Varianten, Intermediär, Kadenzen; Finale Pausen bezeichnen das Einhergehen einer Redepause mit dem Abschluss eines Redebeitrags; Intermediäre Pausen bezeichnen Redepausen ohne erkennbaren Abschluss eines Redebeitrags (z. B. nach Abschluss eines Vollsatzes; nach einer thematisierenden Phrase; nach einer thematisierenden Phrase im Vorfeld eines Satzes; als Markierung des Abschlusses einer Phrase oder Teilsatzes).

## Notation
Bei der Vorbereitung eines mündlichen Vortrages wird die Sprechpause im aufgesetzten Text durch ein IPA-Zeichen | (alternativ /) und längere Pausen durch mehrmaliges Setzen des Pausenstriches || ||| gekennzeichnet.